# Zumatrichia marica
Zumatrichia marica is een schietmot uit de familie Hydroptilidae. De soort komt voor in het Neotropisch gebied.